# العلاقات الغيانية الهندوراسية
العلاقات الغيانية الهندوراسية هي العلاقات الثنائية التي تجمع بين غيانا وهندوراس.

## مقارنة بين البلدين
هذه مقارنة عامة ومرجعية للدولتين:
| وجه المقارنة                                              | غيانا        | هندوراس          |
| --------------------------------------------------------- | ------------ | ---------------- |
| المساحة (كم2)                                             | 214.97 ألف   | 112.49 ألف       |
| عدد السكان (نسمة)                                         | 777.86 ألف   | 9.27 مليون       |
| الكثافة السكانية (ن./كم²)                                 | 3.62         | 82.41            |
| العاصمة                                                   | جورج تاون    | تيغوسيغالبا      |
| اللغة الرسمية                                             | لغة إنجليزية | اللغة الإسبانية  |
| العملة                                                    | دولار غياني  | لمبيرة هندوراسية |
| الناتج المحلي الإجمالي (بليون دولار)                      | 3.68 مليار   | 22.98 مليار      |
| الناتج المحلي الإجمالي (تعادل القوة الشرائية) بليون دولار | 5.77 مليار   | 41.14 مليار      |
| الناتج المحلي الإجمالي الاسمي للفرد دولار أمريكي          | 4.13 ألف     | 2.53 ألف         |
| الناتج المحلي الإجمالي للفرد دولار أمريكي                 |              | 4.91 ألف         |
| مؤشر التنمية البشرية                                      |              | 0.606            |
| رمز المكالمات الدولي                                      | +592         | +504             |
| رمز الإنترنت                                              | .gy          | .hn              |
| المنطقة الزمنية                                           | 00           | 00               |

## منظمات دولية مشتركة
يشترك البلدان في عضوية مجموعة من المنظمات الدولية، منها:
| علم المنظمة | اسم المنظمة                                                          | تاريخ انضمام غيانا | تاريخ انضمام هندوراس |
| ----------- | -------------------------------------------------------------------- | ------------------ | -------------------- |
|             | مؤسسة التنمية الدولية                                                | 4 يناير 1967       | 23 ديسمبر 1960       |
|             | يونسكو                                                               | 21 مارس 1967       | 16 ديسمبر 1947       |
|             | وكالة ضمان الاستثمار متعدد الأطراف                                   | 18 يناير 1989      | 30 يونيو 1992        |
|             | الأمم المتحدة                                                        | 20 سبتمبر 1966     | 17 ديسمبر 1945       |
|             | وكالة حظر الأسلحة النووية في أمريكا اللاتينية ومنطقة البحر الكاريبي ‏ | ?                  | ?                    |
|             | الاتحاد البريدي العالمي                                              | ?                  | ?                    |
|             | البنك الدولي للإنشاء والتعمير                                        | 26 سبتمبر 1966     | 27 ديسمبر 1945       |
|             | الاتحاد الدولي للاتصالات                                             | 8 مارس 1967        | 27 أكتوبر 1925       |
|             | منظمة حظر الأسلحة الكيميائية                                         | ?                  | ?                    |
|             | مؤسسة التمويل الدولية                                                | 4 يناير 1967       | 20 يوليو 1956        |
|             | المركز الدولي لتسوية المنازعات الاستشارية                            | 10 أغسطس 1969      | 16 مارس 1989         |
|             | منظمة التجارة العالمية                                               | ?                  | ?                    |
|             | منظمة الشرطة الجنائية الدولية                                        | ?                  | ?                    |

## وصلات خارجية
- موقع وزارة الخارجية الغيانية
- موقع وزارة الخارجية الهندوراسية